# Нижний Конец (Архангельская область)
Нижний Конец — деревня в Холмогорском районе Архангельской области.

## География
Находится в центральной части Архангельской области на расстоянии приблизительно 7 км на север-северо-восток по прямой от села Емецк на левобережье реки Емца.

## История
В 1905 году отмечена как деревня Холмогорского уезда Архангельской губернии). До 2022 года входила в Емецкое сельское поселение до его упразднения.

## Население
Численность населения: 198 человек (1905 год), 28 (русские 100 %) в 2002 году, 17 в 2010.